# Continuous Data Protection
Continuous Data Protection (CDP), oft auch Continuous Backup oder Real Time Backup genannt, ist ein Verfahren zur fortlaufenden, inkrementellen Datensicherung. CDP wird eingesetzt um Datenbestände gegen die Effekte korrumpierter Daten, die erst einige Zeit nach ihrer nachteiligen Manipulation bemerkt wurden, zu schützen. Die Wiederherstellung zu einem beliebigen, nicht vorab definierten Zeitpunkt wird ermöglicht.

## Charakteristika
Continuous Data Protection unterscheidet sich von der traditionellen Backup-Vorstellung dadurch, dass für die Wiederherstellung kein spezifischer Zeitpunkt (der Zeitpunkt, zu dem das letzte Backup erzeugt wurde) angegeben werden muss. Vom Nutzer angestoßene Sicherungsvorgänge werden überflüssig, da das Backup-System im Hintergrund erkennt, wenn Daten verändert wurden, und diesen veränderten Stand im Rahmen der fortlaufenden Sicherung berücksichtigt. Üblicherweise werden Daten beim Speichern auf einen internen Datenträger zusätzlich asynchron auf einen entfernten Datenträger geschrieben. Befindet sich der mittels Netzwerkverbindung beschriebene, entfernte Datenträger außerhalb der eigenen Organisation, spricht man oft von Online Backup.

## Vorteile
Vorteile von Continuous Data Protection sind die deutliche Reduzierung der zur Wiederherstellung der Daten und zur Wiederaufnahme des regulären Betriebs benötigten Zeitspanne sowie das geringere Risiko eines Datenverlusts.

## Risiken und Nachteile
Obwohl Continuous Data Protection geeignet ist, die Datensicherheit in Organisationen zu erhöhen, sollten auch die damit verbundenen Herausforderungen und Risiken beachtet werden: CDP sorgt für zusätzlichen Datenverkehr und benötigt eine gewisse Mindestbandbreite, um die Netzwerkleistung nicht zu schwächen, besonders wenn die zu sichernden Daten in großen Dateien vorliegen. Interne und externe Netzwerke müssen hinsichtlich ihrer Sicherheit auf Tauglichkeit überprüft werden.